# Bomberman Wars
Bomberman Wars es un videojuego de estrategia por turnos perteneciente a la franquicia Bomberman publicado por Hudson Soft en 1998 para Sega Saturn y PlayStation. Fue lanzado exclusivamente en Japón.